# Афанасьев, Лукьян Макарович
Лукьян Макарович Афанасьев (1 [14] января 1905, Кайраклы, Альшеевский район — не ранее 1981, СССР) — советский учёный-геолог, петрограф и петролог. Заместитель директора по научной работе (c 1953) Института геологических наук АН СССР и ИГЕМ АН СССР.

## Биография
Родился 14 января 1905 года в деревне Кайраклы.
В 1931 году окончил Московский государственный геологоразведочный институт (МГРИ).
Учился в аспирантуре МГРИ (1932—1936) под руководством Е. А. Кузненцова. В 1939 году защитил кандидатскую диссертацию.
В 1931—1941 годах работал в МГРИ ассистентом, читал лекции (доцент).
В 1941—1944 годах был мобилизован в Джидинский комбинат НКВД СССР (Бурятия), работал в должностях старший геолог, начальник геологоразведочной партии.
В 1936—1941 и в 1944—1956 годах работал в ИГН АН СССР. Докторант, старший научный сотрудник отдела петрографии, заместитель директора по научной работе (c 1953).
В 1951—1952 годах был учёным секретарём Отделения геолого-географических наук АН СССР.
С 1956 года институт был реорганизован в ИГЕМ АН СССР, заместитель директора по научной работе, старший научный сотрудник отдела петрографии.
Основные районы научной работы — Забайкалье, Казахстан и Урал.

## Основные публикации
- Афанасьев Л. М. Геoлoгo-петрoграфическoе исследoвание изменений бoкoвых пoрoд кoлчеданных местoрoждений Краснoуральска, Калаты и Дегтярки на Среднем Урале. М.; Л.: Геолиздат, 1937. 132. (Труды МГРИ; Т. 4).
- Обручев С. В., Афанасьев Л. М. Геологическая изученность и полезные ископаемые Бурят-Монгольской АССР // Природные богатства и народное хозяйство Бурят-Монгольской АССР. М.: Изд-во АН СССР, 1953. С. 45-86.
- Афанасьев Л. М. О металлогенической специализации мезозойских гранитов бассейна р. Джиды (Бурятская АССР) // Металлогеническая специализация магматических комплексов. М.: Недра, 1964. С. 283—297.
- Афанасьев Л. М., Браун К. Н. Особенности петрологии и петрохимии мезозойских интрузивных комплексов южной части Западного Забайкалья // Актуальные вопросы современной петрографии. М.: Наука, 1974. С. 171—184.
- Афанасьев Л. М. и др. Сравнительная характеристика гранитоидных формаций, сопровождающихся вольфрамовым оруденением // Петрология и рудоносность индикаторных магматических формаций. М.: Наука, 1981. С. 37-132.